# Каган, Вениамин Фёдорович
Вениами́н Фёдорович (Бениами́н Фа́лькович) Ка́ган (в дореволюционных публикациях также Веньями́н Фа́лькович Ка́ган; 25 февраля (9 марта) 1869, Шавли, Ковенская губерния, Российская империя (ныне Шяуляй, Литва) — 8 мая 1953, Москва, СССР) — русский и советский математик, доктор физико-математических наук, профессор МГУ.

## Биография

### Детство и годы учёбы
Вениамин Фалькович Каган родился 25 февраля (9 марта) 1869 года в Шавлях. О родителях В. Ф. Кагана и семье, в которой он вырос, известно очень мало. Отец, по формулировке В. Ф. Кагана, был «мелким служащим счётного дела», мать — домохозяйкой; у В. Ф. Кагана была старшая сестра Мария. По причине материальных затруднений семья в 1871 году переехала в Екатеринослав, где жили родственники.
В 1879 году Каган поступил в екатеринославскую гимназию, которую в 1887 году окончил с золотой медалью. Ещё во время обучения в гимназии он увлёкся математикой; написанную им в выпускном классе статью «Разложение корней квадратного уравнения в непрерывную дробь» напечатал журнал «Вестник опытной физики и элементарной математики» — издававшийся в Одессе первый в России научно-популярный физико-математический журнал. В 1887 году В. Ф. Каган поступил на физико-математический факультет одесского Новороссийского университета; здесь он приступил к самостоятельному изучению геометрии Лобачевского. Однако осенью 1889 года его отчислили из университета в связи с участием в «студенческих волнениях»: он принял участие в попытке студентов университета отслужить панихиду в память о скончавшемся писателе и публицисте Н. Г. Чернышевском. Высланному в Екатеринослав под надзор полиции Кагану было запрещено поступать в другие учебные заведения.
Однако В. Ф. Каган, продолжая заниматься неевклидовой геометрией, самостоятельно изучил предметы университетского курса и в 1892 году сдал экстерном в Киевском университете государственный экзамен за курс физико-математического факультета. В 1896—1897 гг. он сдал в Санкт-Петербургском университете экзамены на звание магистра чистой математики, а в сентябре 1897 года Каган был зачислен в преподавательский штат Новороссийского университета в качестве приват-доцента по кафедре чистой математики. Здесь он работал до 1922 года, когда переехал в Москву.

### Одесский период
В 1897—1920 гг. Каган читал в Новороссийском университете такие курсы: высшей алгебры (со спецкурсом «Теория определителей»), теорию чисел, теорию обыкновенных дифференциальных уравнений, интегрирование дифференциальных уравнений, интегральные уравнения, теорию функций комплексного переменного, теорию вероятностей, избранные вопросы механики, спецкурс по применению анализа бесконечно малых в геометрии; при этом он первым в России начал читать курсы геометрии Лобачевского и оснований геометрии. Так как положение приват-доцента не давало средств к существованию, одновременно преподавал в средних еврейских учебных заведениях, а с 1905 года также на Одесских женских высших курсах, где стал профессором, секретарём (1906—1909) и деканом (1917—1919) физико-математического факультета. С 1900 года преподавал арифметику и тригонометрию в коммерческом училище Г. Ф. Файга, с 1903 года — на вечерних курсах для взрослых М. М. Иглицкого и И. Р. Рапопорта, в училище второго разряда М. М. Иглицкого и с 1905 по 1917 год в гимназии Иглицкого (с 1912 года гимназия Рапопорта), где был также инспектором и товарищем председателя педагогического совета. В 1901—1917 годах был председателем Общества взаимного вспомоществования учителей-евреев, в декабре 1902 года — январе 1903 года был делегатом 1-го Всероссийского съезда представителей обществ вспомоществования лицам учительского звания в Москве. Состоял членом-сотрудником Одесского отделения Общества распространения просвещения между евреями России. Был членом русской подкомиссии Международной комиссии по математическому образованию (МКМО, 1909). В декабре 1911 — январе 1912 года был членом и товарищем председателя организационного комитета Первого Всероссийского съезда преподавателей математики.
С 1902 года был членом редакции, а с 1904 года — главным редактором «Вестника опытной физики и элементарной математики» (ВОФЭМ), оставался в этой роли до закрытия журнала в 1917 году. С 1905 года состоял председателем научной комиссии издательства «Матезис» М. Ф. Шпенцера. Защитил магистерскую диссертацию по основаниям геометрии в 1907 году в Императорском Новороссийском университете под руководством Андрея Андреевича Маркова и Константина Александровича Поссе. Жил с семьёй на улице Княжеской, 6.
В 1917 году принимал участие в создании Одесской национальной демократической партии. В 1918—1920 годах был руководителем научного бюро Губотдела Народного Образования и заведующим Научным отделом Губиздата, в 1920—1921 годах состоял членом Одесского Горсовета. В 1920—1922 годах — профессор математического отделения факультета профессионального образования Одесского института народного образования, входил в комиссию по организации этого института, заведовал кафедрой геометрии. В 1920—1921 годах также профессор организованного на базе Одесcкого университета Физико-математического института (физматин). После национализации издательства «Матезис» в 1919 году возглавил Научную секцию Одесского отделения Всеукраинского государственного издательства, где в 1921 году издавал «Журнал чистого и прикладного знания». Входил в состав предметной комиссии по математике в комитете по созданию советской средней школы. В 1922 году Госиздатом Украины была издана монография В. Ф. Кагана «Основания теории определителей». В это время семья Каганов жила на улице Черноморской, дом 20 (ныне № 10), кв. 1.

### Московский период
C 1922 года — в Москве, где по приглашению О. Ю. Шмидта возглавил научный отдел Государственного издательства. В 1922—1930 гг. был профессором кафедры математики физико-математического факультета Московского университета (МГУ), а в 1930—1931 гг. — заведующим кафедрой основ геометрии, тензорной и векторной алгебры этого факультета. Одновременно в 1922—1934 гг. был действительным членом (т. e. научным сотрудником) НИИ математики и механики при МГУ. В 1933 году короткое время возглавлял кафедру математики физфака МГУ.
Был первым заведующим образованной в 1933 году кафедры дифференциальной геометрии мехмата МГУ (в 1933—1952 гг.). В 1934 году без защиты диссертации получил степень доктора физико-математических наук.
В. Ф. Каган был редактором математического отдела первого издания Большой советской энциклопедии и автором многих её статей.
Умер 8 мая 1953 года. Похоронен на Новодевичьем кладбище.

## Научная деятельность
К основным направлениям научной деятельности В. Ф. Кагана относятся: основания геометрии, неевклидова геометрия, дифференциальная геометрия, тензорный анализ и его приложения к римановой геометрии и её обобщениям.
На рубеже XIX—XX веков приобрела актуальность задача построения логически безупречной системы аксиом для евклидовой геометрии, которая позволяла бы получать утверждения евклидовой геометрии путём чисто логического вывода, не апеллирующего к геометрической наглядности. Почти одновременно были предложены три таких системы, причём их создатели двигались при обосновании евклидовой геометрии различными путями. Именно, в системе Марио Пиери (1899) в основе лежало понятие движения, в системе Давида Гильберта (1899) — понятие конгруэнтности; в основу же системы В. Ф. Кагана (1902) было положено понятие расстояния. Основные положения предложенного им подхода излагались в статье «Система посылок, определяющих евклидову геометрию», а тщательный анализ выбранной системы аксиом (с доказательством логической независимости каждой аксиомы от остальных и их взаимной совместности) содержался в вышедшей позднее в двух томах монографии «Основания геометрии». Хотя первоначально наибольшее внимание математиков привлекла аксиоматика Гильберта, система Кагана с 1930-х годов также стала предметом внимания геометров — как из-за её методических достоинств, так и в связи с ростом внимания к созданной Морисом Фреше (1906) общей концепции метрических пространств.
В.Ф. Каган был крупнейшим знатоком трудов Н. И. Лобачевского и внёс значительный вклад в пропаганду его научного наследия. Он редактировал и снабдил научными комментариями издание трудов Лобачевского, написал научную биографию учёного. В своих статьях о геометрии Лобачевского Каган собрал и тщательно исследовал большой фактический материал, с помощью которого дал отчётливую историю развития идей Лобачевского с подробным разъяснением причин, по которым его идеи далеко не сразу нашли понимание среди математиков.
В советский период своей научной деятельности В. Ф. Каган много занимался вопросами дифференциальной геометрии. Главным образом его усилиями в советской математике оформилось направление тензорной дифференциальной геометрии, получившее затем широкое развитие в работах учеников Кагана. Большую роль во всём этом сыграл семинар по векторному и тензорному анализу, организованный В. Ф. Каганом в 1927 году при Московском университете; его руководителем Каган оставался до последних дней жизни.
В конце 1920-х — середине 1930-х годов В. Ф. Каган ввёл понятие субпроективных пространств (которые позднее стали называть пространствами Кагана) и построил их теорию, получившую позднее дальнейшее развитие в трудах советских и зарубежных геометров (П.К. Рашевского, Г.М. Шапиро, Я. А. Схоутена, Д. Я. Стройка, Г. Врэнчану и др.). При этом субпроективным пространством он назвал риманово пространство, допускающее такое отображение на проективное пространство, при котором геодезические отображаются на кривые, лежащие на двухмерных плоскостях некоторой фиксированной связки плоскостей.
В 1937 году поставил вопрос о распространении явлений двойственности, существующей между прямыми и углами между ними на эллиптической (или гиперболической) плоскости, на более широкий класс объектов, когда вместо прямых рассматриваются специально выбранные семейства кривых.
В. Ф. Каган интересовался также математической физикой и стал одним из пионеров преподавания общей теории относительности в СССР. Его лекции, прочитанные в 1921—1922 гг. в Одессе, слушали будущие академики Л. И. Мандельштам, Н. Д. Папалекси, И. Е. Тамм и А. Н. Фрумкин.
Его учениками были П. К. Рашевский, Я. С. Дубнов, И. М. Яглом и В. В. Вагнер.

## Семья
- Первая жена — Елена Хаимовна (Ефимовна) Каган (1867—1918)[30][31].

Дочери:
- Надежда Каган (1900—1938), микробиолог, вирусолог, кандидат медицинских наук, старший научный сотрудник Института экспериментальной медицины им. М. Горького. Во второй половине 1930-х годов работала с Л. А. Зильбером, участвовала в открытии вируса клещевого энцефалита, разработала первую экспериментальную вакцину. Работая в лаборатории, заразилась и погибла от этой болезни. Оба её сына стали математиками:
  - Григорий Исаакович Баренблатт (1927—2018), механик, математик.
  - Яков Григорьевич Синай (род. 1935), математик.

- Лидия Каган (1905—1966), литературовед, соавтор многократно переиздававшегося учебника «Зарубежная литература» (1956, 1963, 1977).

- Вторая жена (с 1920 года) — Мария Шлёмовна (Соломоновна) Каган (в девичестве Ихтейман, 1881—1962)[31][33]. Первым браком была замужем за сотрудником научного издательства «Матезис» Иосифом (Иоселем) Лейбовичем Левинтовым[35]. Приёмные дети от её предыдущего брака:
  - Эрнестина Иосифовна (Тася) Левинтова (1903—1993[36] или 1994[31]). Специалист по иберо-романским языкам, кандидат филологических наук, доцент, основательница и первая заведующая кафедрой иберо-романской филологии филфака МГУ[36].
  - Иосиф Иосифович Левинтов (1916—2001)[31], физик, доктор физико-математических наук (1956), специалист в сфере поляризационных явлений в ядерной физике и физике элементарных частиц. При жизни В. Ф. Кагана работал в Институте химической физики АН СССР, стал кандидатом физико-математических наук, старшим научным сотрудником.

## Награды
В 1929 году В. Ф. Каган удостоен почётного звания Заслуженного деятеля науки РСФСР. В 1940 году был награждён орденом Трудового Красного Знамени. В 1943 году стал лауреатом Сталинской премии 2-й сепени. В 1946 году награждён медалью «За доблестный труд в Великой Отечественной войне».

## Публикации
- Каган В. Ф.  Система посылок, определяющих евклидову геометрию // Записки Математического отделения Новороссийского общества естествоиспытателей. — 1902. — Т. XX. — С. 67—105.
- Каган В. Ф. . Основания геометрии. Т. 1. Опыт обоснования евклидовой геометрии. — Одесса: Экономическая типография, 1905. — 794 с.
- Каган В. Ф. . Основания геометрии. Т. 2. Исторический очерк развития учения об основаниях геометрии. — Одесса: Экономическая типография, 1907. — 556 с.
- Каган В. Ф. . Что такое алгебра?. — Одесса: Mathesis, 1910. — 772 с.
- Каган В. Ф. . Основания теории определителей. — Одесса: Гос. изд-во Украины, 1922. — 336 с.
- Каган В. Ф. . Основы теории поверхностей в тензорном изложении. Ч. 1. Аппарат исследования. Общие основания теории и внутренняя геометрия поверхностей. — М.—Л.: Гостехиздат, 1947. — 512 с.
- Каган В. Ф. . Основы теории поверхностей в тензорном изложении. Ч. 2. Поверхности в пространстве. Отображения и изгибания поверхностей. Специальные вопросы. — М.—Л.: Гостехиздат, 1948. — 408 с.
- Каган В. Ф. . Лобачевский. 2-е изд. — М.—Л.: АН СССР, 1948. — 506 с.
- Каган В. Ф. . Архимед. Краткий очерк о жизни и творчестве. — М.—Л.: Гостехиздат, 1949. — 52 с.
- Каган В. Ф. . Основания геометрии. Учение об обосновании геометрии в ходе его исторического развития. Ч. 1. Геометрия Лобачевского и её предыстория. — М.—Л.: Гостехиздат, 1949. — 492 с.
- Каган В. Ф. . Основания геометрии. Учение об обосновании геометрии в ходе его исторического развития. Ч. 2. Интерпретация геометрии Лобачевского и развитие её идей. — М.—Л.: Гостехиздат, 1956. — 344 с.
- Каган В. Ф. . Субпроективные пространства. — М.: Физматгиз, 1961. — 218 с.
- Каган В. Ф. . Очерки по геометрии. — М.: Изд-во Моск. ун-та, 1963. — 570 с.